# داريوس أولارو
داريوس أولارو (بالرومانية: Darius Olaru)‏ هو لاعب كرة قدم روماني في مركز نصف الجناح، ولد في 3 مارس 1998 في مدياس ‏ في رومانيا. شارك مع منتخب رومانيا تحت 21 سنة لكرة القدم ومنتخب رومانيا لكرة القدم. أما مع النوادي، فقد لعب مع ستيوا بوخارست.

## وصلات خارجية
- داريوس أولارو على موقع الاتحاد الأوربي (الإنجليزية)
- داريوس أولارو على موقع قاعدة بيانات كرة القدم.إي يو (الإنجليزية)
- داريوس أولارو على موقع ناشيونال فوتبول تيمز (الإنجليزية)
- داريوس أولارو على موقع Soccerway.com (الإنجليزية)
- داريوس أولارو على موقع عالم كرة القدم.نت (الإنجليزية)